# I'm Wondering
Singles de Stevie Wonder
I Was Made to Love Her
(1967) Shoo-Be-Doo-Be-Doo-Da-Day
(1968)
I'm Wondering est un single du chanteur Stevie Wonder paru en 1967.
Diffusé après la sortie de son album I Was Made to Love Her, I'm Wondering n'est toutefois issu d'aucun album.

## Contexte
Le single sort le 14 septembre 1967 chez Tamla (référence T-54157), accompagné en face B du titre Every Time I See You I Go Wild, quatrième piste de son précédent album I Was Made to Love Her.
L'année suivante, le parolier Sergio Bardotti adapte la chanson en italien : Stevie Wonder enregistre une version intitulée Non sono un angelo qui paraitra en face B du single Dove Vai?.

### Personnel
- Stevie Wonder : voix, harmonica[4]
- The Funk Brothers : autres instruments[5]

### Classement
| Classement (1981)                                   | Meilleure position |
| --------------------------------------------------- | ------------------ |
| Royaume-Uni (Official Charts Company)               | 22                 |
| États-Unis (Billboard Hot 100)                      | 12                 |
| États-Unis (R&B Singles)                            | 4                  |
| Belgique (Ultratop 50 Singles Belgique francophone) | Tip                |

## Réception
Billboard le décrit comme "un support entraînant qui bouge et groove tout le long".
Pour Cash Box, "[la chanson a] un formidable côté blues rock mid-tempo associé à une voix époustouflante mise en exergue par un excellent travail du studio de Détroit".

## Autres reprises
Informations issues de SecondHandSongs, sauf mentions complémentaires.
- Amy Holland sur Amy Holland (1980)

### Adaptations en langue étrangère
| Année | Langue  | Titre              | Adaptation      | Interprète(s) |
| ----- | ------- | ------------------ | --------------- | ------------- |
| 1968  | Italien | Non sono un angelo | Sergio Bardotti | Stevie Wonder |